# Ludovic al XV-lea al Franței
Ludovic al XV-lea (n. 15 februarie 1710, Versailles, Île-de-France, Franța – d. 10 mai 1774, Versailles, Île-de-France, Franța), cunoscut ca Ludovic cel Mult Iubit (franceză le Bien-Aimé), a fost rege al Franței de la 1 septembrie 1715 până la moartea sa în 1774. El l-a succedat pe străbunicul său Ludovic al XIV-lea la vârsta de doar cinci ani. Până când a ajuns la maturitate (pe atunci definită ca a 13-a aniversare) la 15 februarie 1723, regatul a fost condus de Philippe al II-lea, duce de Orléans, ca regent al Franței. Cardinalul Fleury a fost ministrul său șef din 1726 până la moartea cardinalului în 1743, moment în care regele a preluat controlul exclusiv al regatului.
Domnia sa de aproape 59 de ani (din 1715 până în 1774) a fost a doua cea mai lungă din istoria Franței, depășită doar de predecesorul și străbunicul său, Ludovic al XIV-lea, care a condus 72 de ani (din 1643 până în 1715). În 1748, Ludovic a întors Țările de Jos Austriece, și a câștigat Bătălia de la Fontenoy din 1745. A cedat Noua Franță în America de Nord Spaniei și Marii Britanii la încheierea dezastruosului Război de Șapte Ani din 1763. A încorporat teritoriile Ducatul Lorena și pe cele ale Republicii Corsicane în Regatul Franței. A fost succedat în 1774 de nepotul său Ludovic al XVI-lea, care a fost executat de ghilotină în timpul Revoluției Franceze. Doi dintre ceilalți nepoți ai săi, Ludovic al XVIII-lea și Carol al X-lea, au ocupat tronul Franței după căderea lui Napoleon. Istoricii îi critică în general domnia, citând cum rapoartele despre corupția sa jenează monarhia și războaiele au drenat tezaurul și au contribuit la Revoluția Franceză din 1789.

## Primii ani

### Nașterea
Ludovic al XV-lea s-a născut la Palatul Versailles la 15 februarie 1710, în timpul domniei străbunicului său Ludovic al XIV-lea. A fost al treilea fiu al Delfinului Franței Ludovic, duce de Bourgogne și a soției lui, Marie-Adélaïde de Savoia. La naștere, a primit titlu obișnuit pentru cel mai mic fiu, Duce de Anjou. În plus, ca strănepot al unui monarh, el a fost "Petit-Fils de France".
Ludovic, le Grand Dauphin, singurul fiu legitim în viață al regelui Ludovic al XIV-lea avea împreună cu soția sa, Marie-Anne-Victoire de Bavaria, trei fii, ducele de Bourgogne (tatăl lui Ludovic al XV-lea), Philippe, duce d'Anjou (care a devenit rege al Spaniei) și Charles, duce de Berry.
Mama lui Ludovic, Marie-Adélaïde de Savoia era fiica cea mare a lui Victor Amadeus al II-lea al Sardiniei și a soției lui, Anne-Marie d'Orléans. Prin mama sa, Marie-Adélaïde era nepoata lui Philippe I, duce d'Orléans, fratele mai mic al regelui Ludovic al XIV-lea. A fost logodită cu Ludovic prin Tratatul de la Torino din 1695 și s-au căsătorit la 7 decembrie 1697. Marie-Adélaïde a fost o femeie foarte tânără plină de viață după cum își amintește Ludovic al XIV-lea și de care bătrânul rege a fost foarte atașat. Tinerețea și vivacitatea ei au revitalizat și reîntinerit Curtea iar ea a devenit centrul de atracție de la Versailles.

### Copilăria

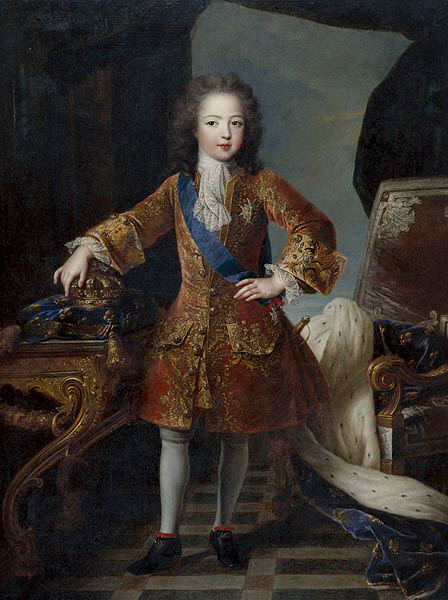
Ludovic copil, portret de Pierre Gobert.

S-a făcut rege si monarh la 15 ani.Această căsătorie recentă, combinată cu o familie regală care a produs șase moștenitori de sex masculin, în trei generații (un fiu, trei nepoți și doi strănepoți de la nepotul cel mare), părea să asigure perspectivele Casei de Bourbon și linia de succesiune. Vitalitatea liniei regale franceze a fost demonstrată de declarația lui Ludovic al XIV-lea că el a fost primul rege al Franței care avea, în timp ce încă era sănătos și capabil de a conduce, un strănepot născut în timpul domniei sale.
Cu toate acestea, evenimentele ulterioare au eliminat o serie de membri ai familiei regale franceze. În 1700, Philippe, Duce d'Anjou, unchiul lui Ludovic, a devenit rege al Spaniei sub numele de Filip al V-lea, moștenind coroana ca pretendent prin bunica sa, Marie-Thérèse d'Autriche, soția lui Ludovic al XIV-lea și prințesă spaniolă.
În aprilie 1711, Grand Dauphin a murit brusc, iar ducele de Burgundia a devenit noul Delfin. Acest lucru, deși nefericit în sine, nu a fost cauză pentru o mare îngrijorare, deoarece ducele de Burgundia mai avea doi fii, Ludovic, duce de Bretagne și viitorul Ludovic al XV-lea. Lucrul s-a schimbat în mai puțin de un an, când Marie-Adélaïde a contactat variolă (sau pojar) și a murit la 12 februarie 1712. Soțul ei, care a rămas alături de ea în timpul bolii, a rămas cu inima frântă de moartea soției sale și a murit înainte de sfârșitul săptămânii de aceeași boală. După o săptămână era clar că cei doi copii ai cuplului au fost infectați. Fiul cel mare, ducele de Bretania, a fost tratat frecvent prin luarea de sânge într-un efort de a-l salva. La 8 martie 1712 a murit. Fiul cel mic, ducele de Anjou, a fost tratat de guvernanta sa, Madame de Ventadour, care a interzis tratamentul aplicat fratelui mai mare. În cele din urmă, Ducele de Berry, cel mai mic fiu al Marelui Delfin și, după moartea fratelui său mai mare, regent probabil al celui mai recent Delfin, a murit într-un accident de vânătoare în 1714.
Ca urmare a acestor decese, acum soarta dinastiei se afla în supraviețuirea unui copil de patru ani. Moartea acestui copil ar lăsa doi posibili succesori ai regelui Ludovic al XIV-lea: Filip al V-lea, nepot direct al regelui Ludovic al XIV-lea, sau Filip al II-lea, Duce de Orléans, nepot de frate și verișor al Marelui Delfin. Deși prin Tratatul de la Utrecht, Filip al V-lea renunțase la drepturile sale la tronul Franței, acum susținea că în conformitate cu Legea franceză de succesiune, orice descendent legitim al lui Hugh Capet nu ar putea fi lipsit de drepturile sale la tron. Cele mai multe puteri europene au văzut unirea Franței și Spaniei sub un singur conducător ca o amenințare semnificativă.
Micului Ludovic al XV-lea i-au fost aduse la cunoștință responsabilitățile grele care stăteau pe umerii săi. El era un orfan acum, fără frați în viață, fără unchi sau mătuși legitimi cu excepția lui Filip al V-lea, și fără veri primari legitimi (cu excepția celor din Madrid). Unica lui relație apropiată era ducele de Orléans, nepotul de frate lui Ludovic al XIV-lea.

## Rege al Franței

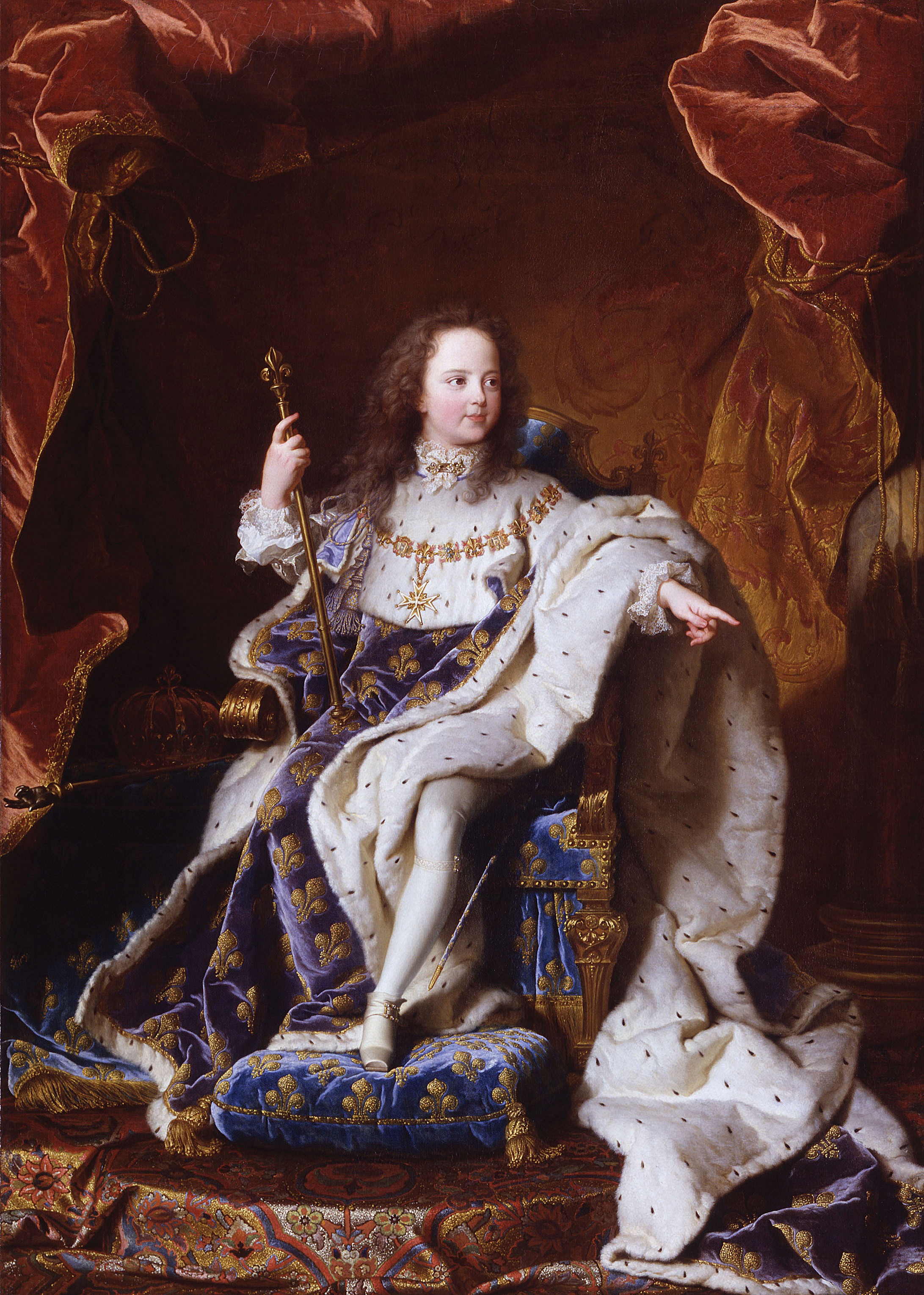
Portret al lui Ludovic al V-lea la vârsta de cinci ani, de Hyacinthe Rigaud, Muzeul național al castelului Versailles și Trianon, Versailles, Franța.

La 1 septembrie 1715, Ludovic al XIV-lea a murit de cangrenă după o domnie de 72 de ani. În august 1714, el a făcut un testament care urma să garanteze un rol proeminent în regență pentru fiii săi cu amanta sa, Madame de Montespan: Louis-Auguste de Bourbon, duce du Maine și Louis-Alexandre de Bourbon, conte de Toulouse, care au fost recunoscuți la insistența celei de-a doua soții a lui Ludovic, Françoise d'Aubigné, marchiză de Maintenon.
Testamentul stipula că până noul rege va ajunge la vârsta majoratului, națiunea urma să fie guvernată de un Consiliu de Regență alcătuit din paisprezece membri. Ducele de Orléans (fiul fratelui mai mic al lui Ludovic al XIV-lea) urma să fie președintele consiliului însă toate deciziile urmau să fie luate prin vot majoritar. Componența Consiliului, inclusiv Maine, Toulouse și diferiți membri ai administrației lui Ludovic al XIV-lea, însemna că Orléans deținea o poziție slabă.
Conținutul testamentului a devenit cunoscut înainte de moartea regelui Ludovic al XIV-lea și diverse facțiuni au început deja lupta pentru a dobândi suporteri. Orléans s-a bucurat de sprijinul multora din nobilimea franceză veche (noblesse d'épée), descendenți din cavaleri medievali, spre deosebire de noblesse de robe, noua aristocrație a recent înobilaților avocați și funcționari publici. Ludovic al XIV-lea a exclus de multe ori noblesse d'épée de la guvernare în favoarea burgheziei de rând, pe care o putea controla mai bine.  Astfel, noblesse d'épée tânjea pentru o schimbare de politică mai favorabilă pentru ei și erau foarte nemulțumiți de legitimare lui Maine și Toulouse, pe care îi privea ca un afront adus regulilor tradiționale de moștenire.
Parlamentul din Paris, o altă entitate politică pe care Ludovic al XIV-lea a exclus-o de la putere, susținea, de asemenea, regența lui Orléans și spera că va avea o influență sporită în noul guvern.

### Regența Ducelui de Orléans

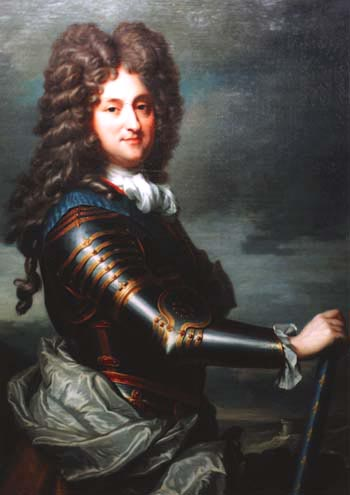
Regentul Philippe al II-lea, Duce de Orléans.

În ultimele săptămâni de dinaintea morții sale, Ludovic al XIV-lea a ajuns la o reconciliere cu nepotul său, Filip Duce de Orléans. Când și-a luat adio de la curtenii apropiați și de la miniștri, la 26 august, Ludovic le-a spus:
Respectați întotdeauna ordinele pe care vi le va da nepotului meu Philippe d'Orléans; el va guverna regatul".
În timpul zilelor de dinainte de moartea regelui, ducele de Orléans s-a întâlnit și a făcut promisiuni diferitor aristocrați, clerici și membri ai Parlamentului din Paris pentru a se asigura de sprijinul lor. El a promis aristocraților locuri în noul guvern pe care intenționa să-l formeze; a asigurat janseniștii că va fi îngăduitor în ceea ce privește Unigenitus; și a promis Parlamentului că va restabili dreptul de protest (dreptul de a critica și întârzia edicte regale), care a fost luat Parlamentului de către Ludovic al XIV-lea în 1673.
La 2 septembrie, a doua zi după decesul lui Ludovic al XIV-lea, a fost o sesiune specială a Parlamentului din Paris. Au participat nu numai magistrați, care erau de obicei acolo, dar și de aristocrați și prinți de sânge. A fost citită voința regelui și s-a decis viitorul guvern. Ducele de Orléans s-a adresat Adunării. El a declarat cererea sa de regență și a cerut să i se acorde puteri depline. A menționat recenta conversație pe care a avut-o cu bătrânul rege, în care Ludovic a afirmat că va guverna.
Parlamentul a răspuns pozitiv. Ca rezultat, i s-a garantat dreptul de a-și alege Consiliul de Regență. Regentul a condus afacerile de stat din palatul său parizian, Palatul Regal. Tânărul Ludovic al XV-lea a fost mutat în apartamente moderne  atașate la cetatea medievală de la a Vincennes, situată la 7 km est de Paris, în Pădurea de Vincennes, unde aerul era considerat mai sănătos decât la Paris. Dar, câteva săptămâni mai târziu, o iarnă severă a căzut peste Vincennes, și tânărul rege a fost mutat la Palatul Tuileries, în centrul Parisului, în apropiere de Palatul Regal.

### Logodna controversată și căsătoria

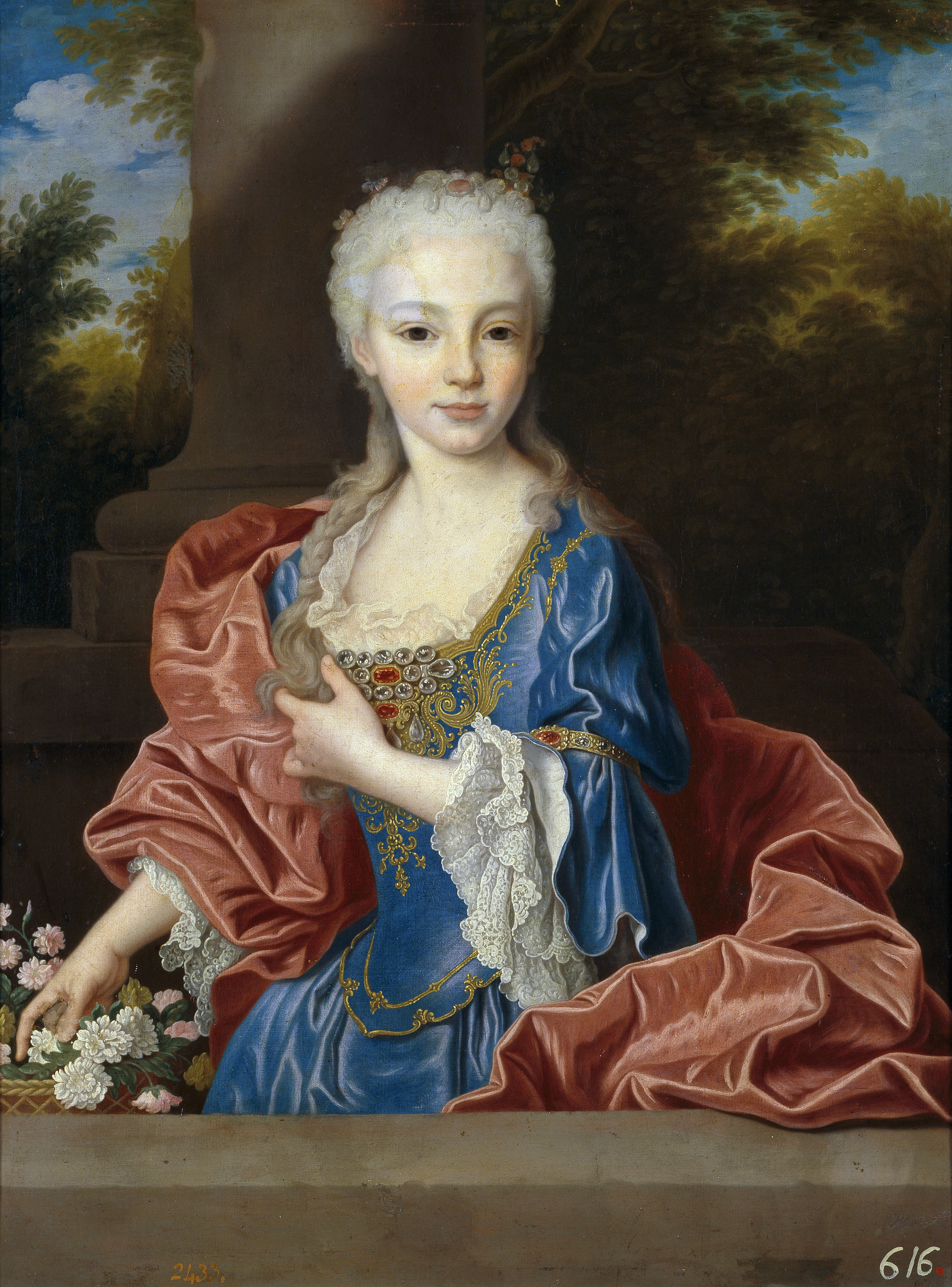
Infanta Mariana Victoria a Spaniei, cu care Ludovic a fost logodit.

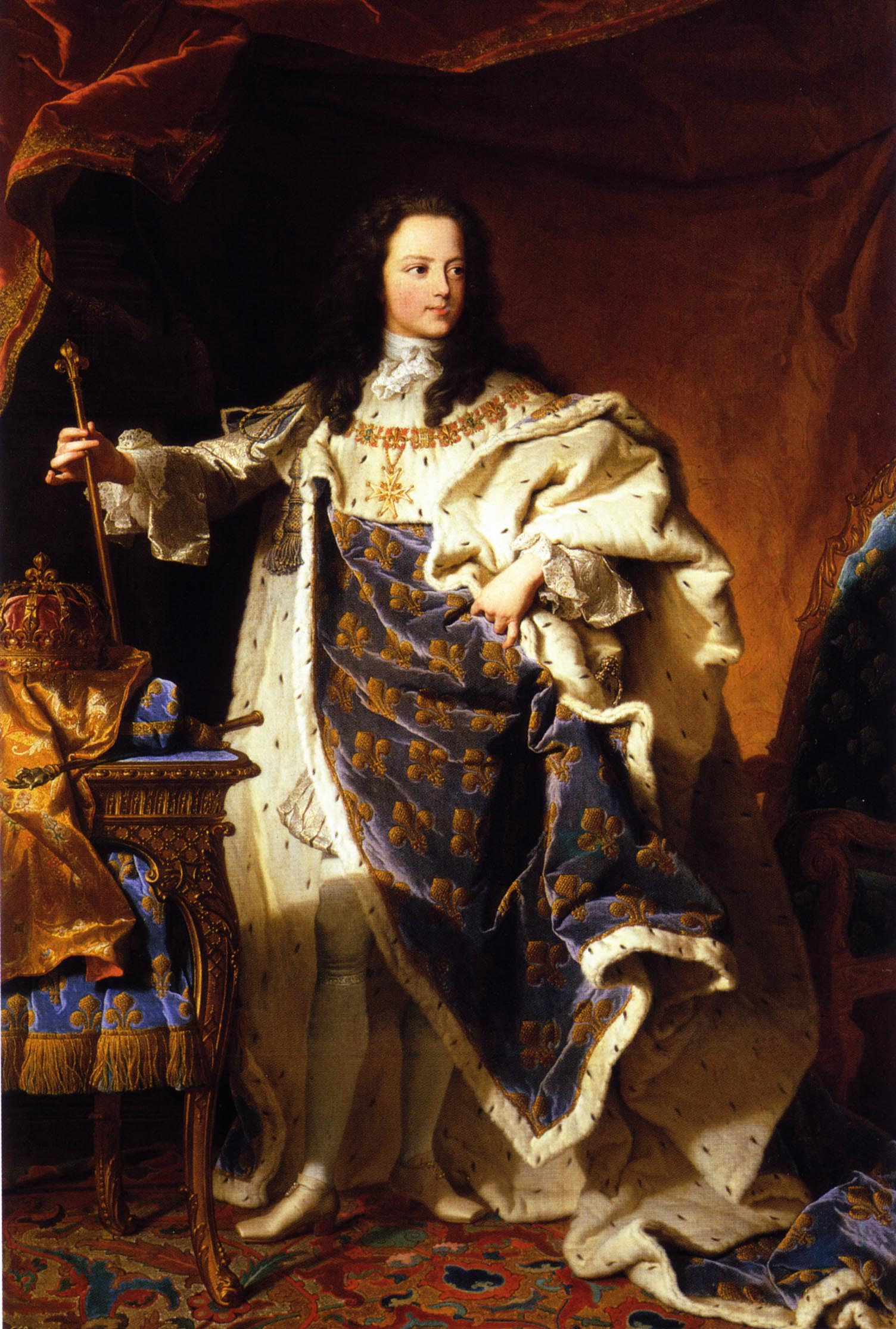
Ludovic al XV-lea ca adolescent, portret de Hyacinthe Rigaud, 1721.

În 1721, Ludovic al XV-lea a fost logodit cu verișoara sa primară, infanta Mariana Victoria a Spaniei. Regele în vârstă de 11 ani nu era interesat de sosirea viitoarei soții, infanta spaniolă în vârstă de trei ani. În iunie 1722, tânărul rege și Curtea s-au întors la Versailles. În octombrie același an, Ludovic a fost oficial încoronat la Reims.
La 15 februarie 1723, regența a luat sfârșit, Parlamentul a declarat majoratul regelui. Inițial, Ludovic al XV-lea a lăsat afacerile de stat în continuare în mâna ducelui de Orléans. Ducele a fost făcut prim-ministru la moartea cardinalului Dubois în august 1723 însă în luna decembrie a aceluiași an, Filip al II-lea de Orléans a murit. În urma sfatului lui Fleury, Ludovic al XV-lea l-a numit pe vărul său, Louis Henri, duce de Bourbon, pentru a-l înlocui pe ducele de Orléans.
Ducele de Bourbon era îngrijorat de starea de sănătate a tânărului rege. Motivul principal era dorința de a preveni ca familia ultimului regent, Casa de Orléans, să urce pe tron dacă regele ar muri. Ducele de Bourbon privea Casa de Orléans ca pe dușmanul său. Regele era destul de fragil și au existat mai multe alerte cu privire la starea sa de sănătate. Infanta Spaniei era prea mică pentru a produce moștenitori. Astfel, Ducele de Bourbon s-a decis pentru a alege o prințesă europeană suficient de matură pentru a naște moștenitorii Franței.

### Căsătoria

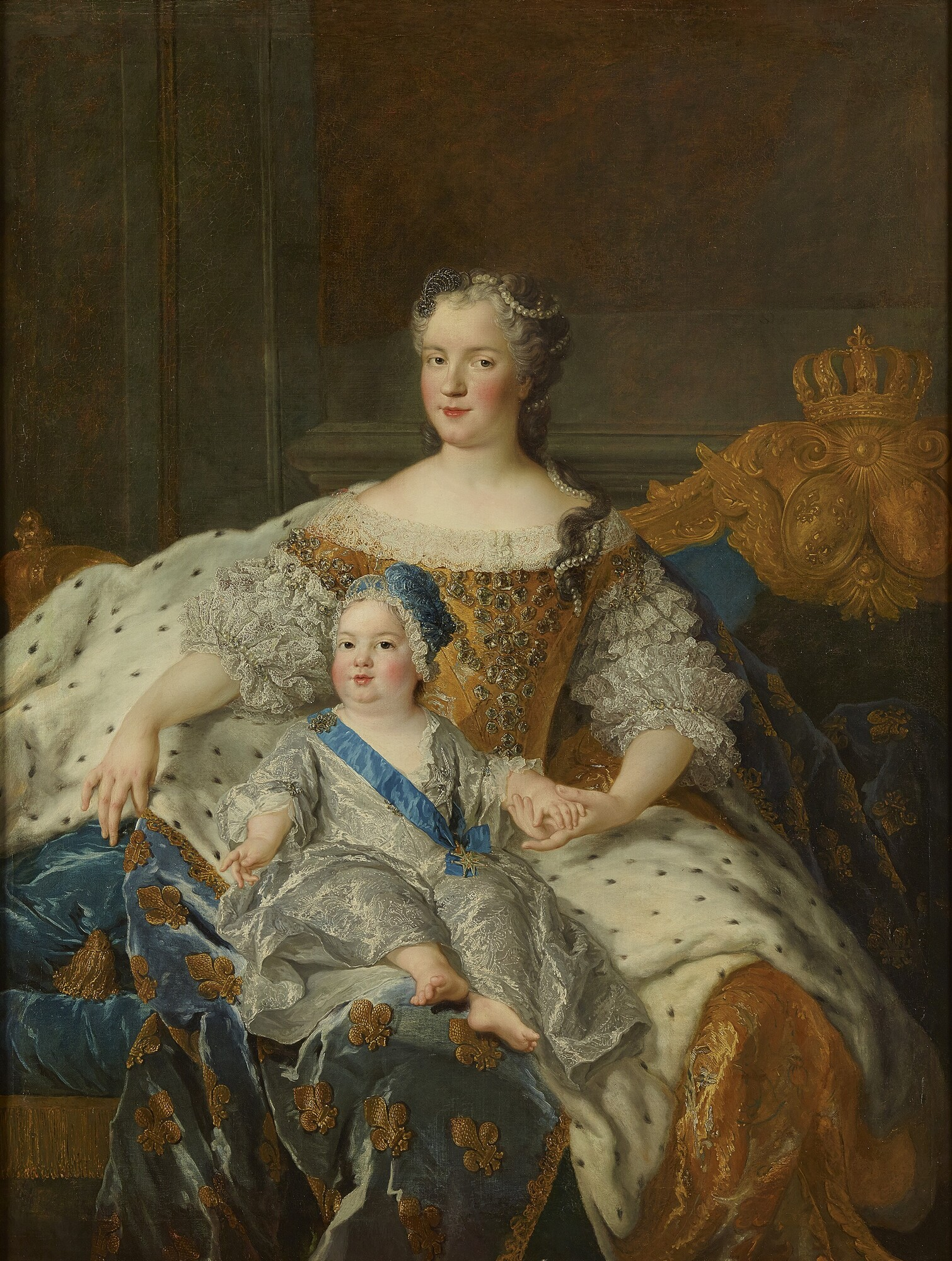
Regina Maria Leszczyńska cu Delfinul Ludovic, de Alexis Simon Belle (1730)

În cele din urmă, a fost aleasă Maria Leszczyńska în vârstă de douăzeci și unu de ani, fiica lui Stanisław Leszczyński, regele detronat al Poloniei. Căsătoria a fost celebrată la Fontainebleau la 5 septembrie 1725.
Din căsătoria lui Ludovic cu Maria Leszczyńska au rezultat mulți copii, însă regele era notoriu infidel. Unele dintre metresele sale, cum ar fi Madame de Pompadour și Madame du Barry, sunt la fel de cunoscute ca și regele însuși. În ultimii săi ani Ludovic a dezvoltat o înclinație pentru fete tinere. În întreaga Franță s-au răspândit zvonuri scandaloase prin care se susținea că regele se scălda în sânge de fecioare și a avut nouăzeci copii nelegitimi.

### Copiii legitimi
- Louise-Elisabeth a Franței (14 august 1727 - 6 decembrie 1759), Ducesă de Parma, a avut copii
- Henriette-Anne a Franței (14 august 1727 - 10 februarie 1752), necăsătorită, fără copii
- Marie-Louise a Franței (28 iulie 1728 - 19 februarie 1733), a murit în copilărie
- Ludovic, Delfin al Franței (4 septembrie 1729 - 20 decembrie 1765), căsătorit, a avut copii
- Philippe, Duce de Anjou (30 august 1730 - 17 aprilie 1733), a murit în copilărie
- Marie Adélaïde a Franței (23 martie 1732 - 27 februarie 1800), necăsătorită, fără copii
- Victoire-Louise a Franței (11 mai 1733 - 7 iunie 1799), necăsătorită, fără copii
- Sophie-Philippine a Franței (17 iulie 1734 - 3 martie 1782), necăsătorită, fără copii
- Marie-Thérèse-Félicité a Franței (16 mai 1736 - 28 septembrie 1744),  a murit în copilărie
- Louise-Marie a Franței (5 iulie 1737 - 23 decembrie 1787) a fost căligăriță, necăsătorită, fără copii

## Politici de palat

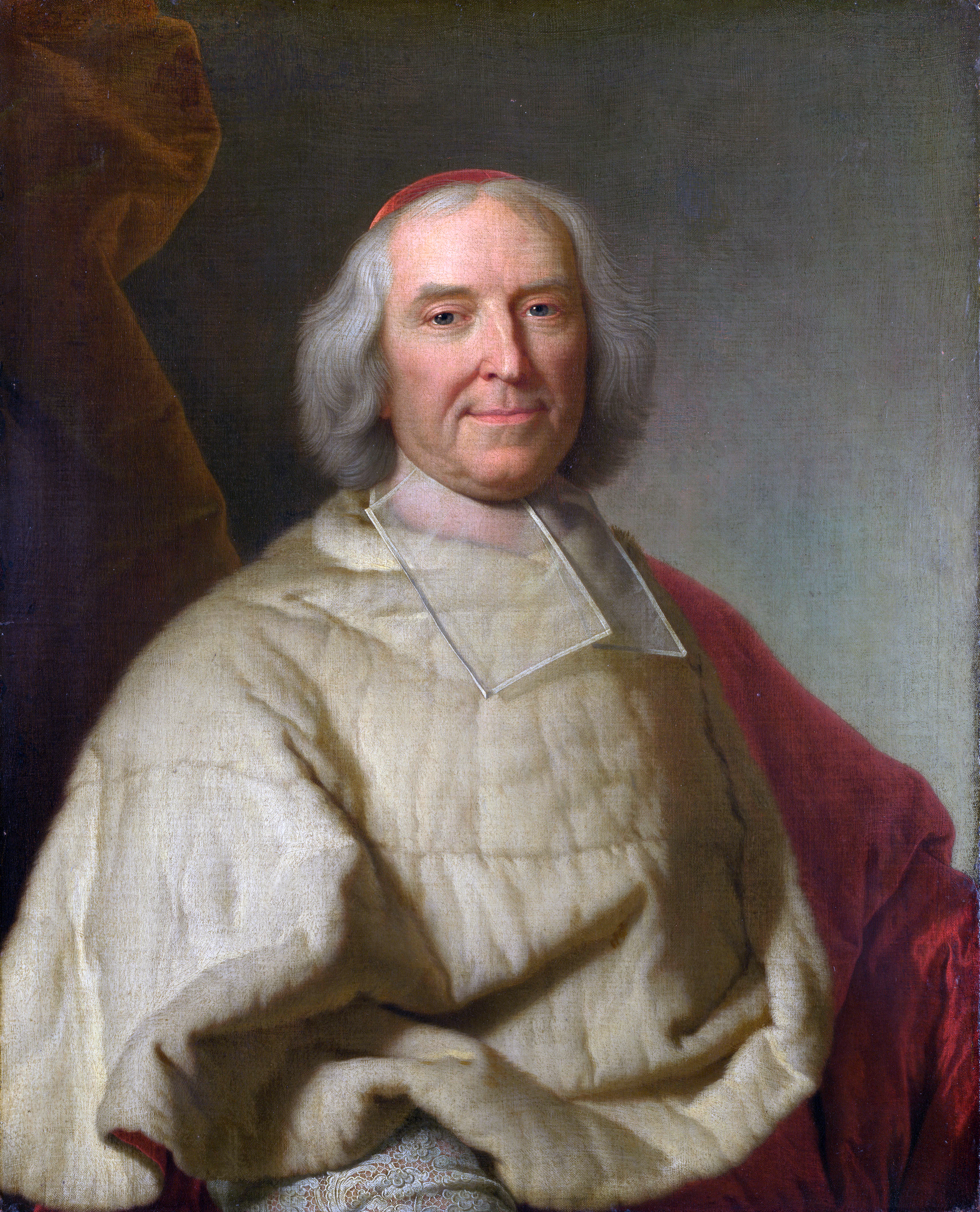
Cardinalul Fleury - prim ministru al Franței în perioada 1726 - 1743; portret de Hyacinthe Rigaud.

Primul lui guvern a fost condus de Louis Henri, Duce de Bourbon, care a fost înlocuit de tutorele regelui, cardinalul André de Fleury, în 1726, și la moartea acestuia în 1743, Ludovic a preluat controlul personal al guvernului.
În practică, metresele regelui au exercitat o influență dominantă în alegerea sau îndepărtarea miniștrilor de stat. Cele mai faimoase metrese ale lui Ludovic au fost Marie Anne de Maillynesle, Ducesă de Châteauroux; irlandeza Louisa O'Murphy, Jeanne Antoinette Poisson, Marchiză de Pompadour (numită Madame de Pompadour, metresă din 1745 până în 1750); și Marie Jeanne Bécu, Contesă du Barry.
Triumviratul a apărut în 1771, când Ludovic al XV-lea a exilat pe ducele de Choiseul, ministrul afacerilor externe și a restructurat cabinetul. René Nicolas de Maupeou a fost numit cancelar al Franței și ministru al Justiției, Joseph Marie Terray a devenit ministru al Finanțelor și ducele d'Aiguillon ministru al Afacerilor Externe. Ei au luptat împotriva Parlamentului și a sistemului judiciar condus de Consiliul de Stat. Ludovic al XVI-lea a restaurat Parlamentul și a eliberat triumviri de pe posturile lor.
Guvernul ducelui de Bourbon a fost marcat de numeroase incidente care au dus la probleme economice și sociale grave. Acestea au inclus persecuția protestanților (1726), manipulări monetare, crearea de noi taxe, cum ar fi cinquantième în 1725 și prețul ridicat la cereale. Ca urmare, nepopularitatea lui de Bourbon a crescut până când în 1726 regele l-a demis și l-a înlocuit cu vechiul său tutore, cardinalul de Fleury.
Din 1726 până la moartea sa din 1743, Cardinalul de Fleury a condus Franța cu acordul regelui. Aceasta a fost partea cea mai pașnică și prosperă a domniei lui Ludovic al XV-lea. După pierderi umane și financiare suferite la sfârșitul domniei lui Ludovic al XIV-lea, conducerea lui Fleury, este considerată de istorici ca o perioadă de "recuperare" (istoricii francezi vorbesc de un guvern "réparateur"). Este greu de determinat cât a contribuit regele la deciziile guvernului Fleury, însă Ludovic l-a sprijinit cu siguranță pe Fleury împotriva intrigilor de la Curte și a conspirațiilor curtenilor.

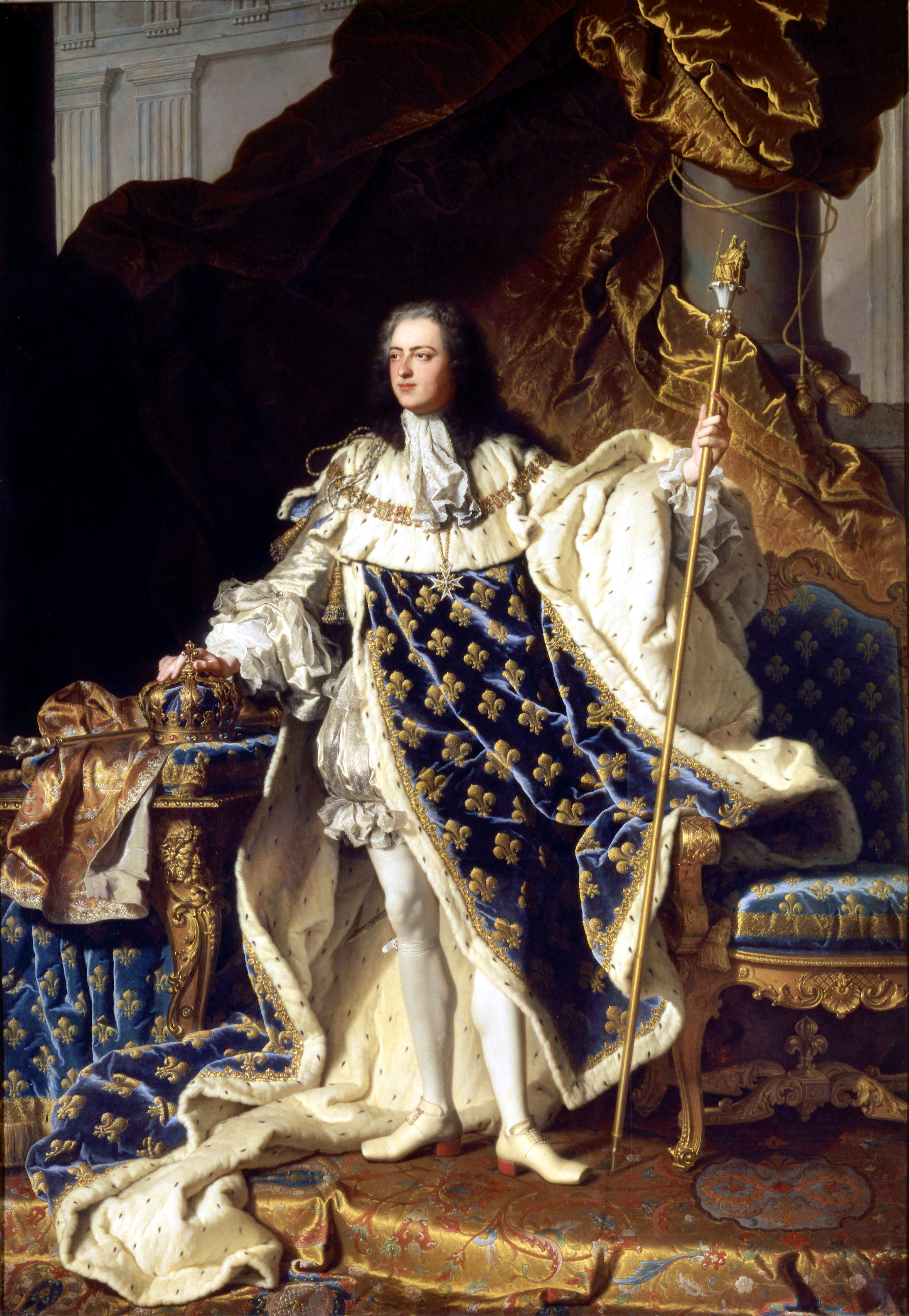
Ludovic al XV-lea, de Hyacinthe Rigaud, 1730 (Palatul Versailles)

Cu ajutorul controlorilor-generali ai finanțelor Michel Robert Le Peletier des Forts (1726-1730) și Philibert Orry (1730-1745), Fleury a stabilizat monedă franceză (1726) și a echilibrat bugetului în 1738. Expansiunea economică a fost, de asemenea, un obiectiv central al guvernului: comunicațiile s-au îmbunătățit cu finalizarea canalului Saint-Quentin (care leagă râurile Oise și Somme) în 1738 și cu construirea sistematică a unei rețele de drumuri naționale. Pe la mijlocul secolului al XVIII-lea, Franța avea cea mai modernă și extinsă rețea de drumuri din lume.
În relațiile externe, Fleury a căutat pacea prin încercarea de a menține alianța cu Anglia și a urmărit reconcilierea cu Spania. În septembrie 1729, la sfârșitul celei de-a treia sarcini, regina a dat naștere în cele din urmă unui copil de sex masculin, moștenitorul tronului, Delfinul Ludovic (1729-1765). Nașterea unui moștenitor mult așteptat, care a asigurat supraviețuirea dinastiei pentru prima dată din 1712, a fost primită cu bucurie și sărbătoare în toate sferele societății franceze. Tânărul rege a fost extrem de popular la acea vreme. Nașterea unui moștenitor masculin a spulberat, de asemenea, riscurile unei crize de succesiune și un posibil război cu Spania.
În 1733, la sfatul secretarului de stat pentru relații externe Germain Louis Chauvelin (1727–1737), regele a abandonat politica pacifistă a lui Fleury pentru a interveni în războiul polonez de succesiune. În plus față de încercarea de a restabili tronul Poloniei pentru socrul său Stanisław Leszczyński, de asemenea, regele a sperat să smulgă râvnitul ducat de Lorena de la Francisc al III-lea. Căsătoria iminentă a Ducelui cu fiica împăratului Carol al VI-lea, Maria Tereza, ar fi adus puterea austriacă periculos de aproape de granița franceză. În final, intervenția franceză nu a permis ca Stanisław să-și recupereze tronul.
Prin Tratatul de la Viena din noiembrie 1738, Stanisław a fost recompensat pentru pierderea tronului polonez cu ducatul Lorena, care în cele din urmă a trecut ginerelui său, regelui Ludovic, în timp ce Ducele Francisc al III-lea de Lorena a fost moștenitorul Marelui Ducat de Toscana ca o compensație pentru pierderea Lorenei. Războiul a costat Franța foarte puțin comparativ cu pierderile umane și financiare din războaiele duse de regele Ludovic al XIV-lea și a reprezentat un succes clar al diplomației franceze. Achiziționarea Lorenei (în 1766 după moartea lui Stanisław) a fost ultima expansiune teritorială a Franței pe continent înainte de Revoluția franceză.
La scurt timp după acest rezultat favorabil, medierea Franței în războiul dintre Sfântul Imperiu Roman și Imperiul Otoman a dus la semnarea Tratatului de la Belgrad în septembrie 1739, care a favorizat Imperiul Otoman, aliatul tradițional al francezilor împotriva habsburgilor încă de la începutul secolului al XVI-lea. Ca urmare, în 1740 Imperiul Otoman a reînnoit capitulațiile franceze, moment care a marcat supremația comercială franceză în Orientul Mijlociu. Cu aceste succese, prestigiul lui Ludovic al XV-lea a atins cel mai înalt punct.
În 1740, moartea împăratului Carol al VI-lea și succesiunea fiicei sale Maria Theresa a început războiul succesiunii austriece. Bătrânul cardinal Fleury mai avea prea puțină energie pentru a se opune acestui război, puternic susținut de partidul anti-austriac de la Curte. Regele a intrat în război în 1741 de partea Prusiei. Războiul a durat șapte ani. Fleury a murit înainte de sfârșitul războiului. După decesul lui Fleury în ianuarie 1743 regele a urmat exemplul predecesorului său și a condus Franța fără un prim-ministru.

## Primele semne de nepopularitate

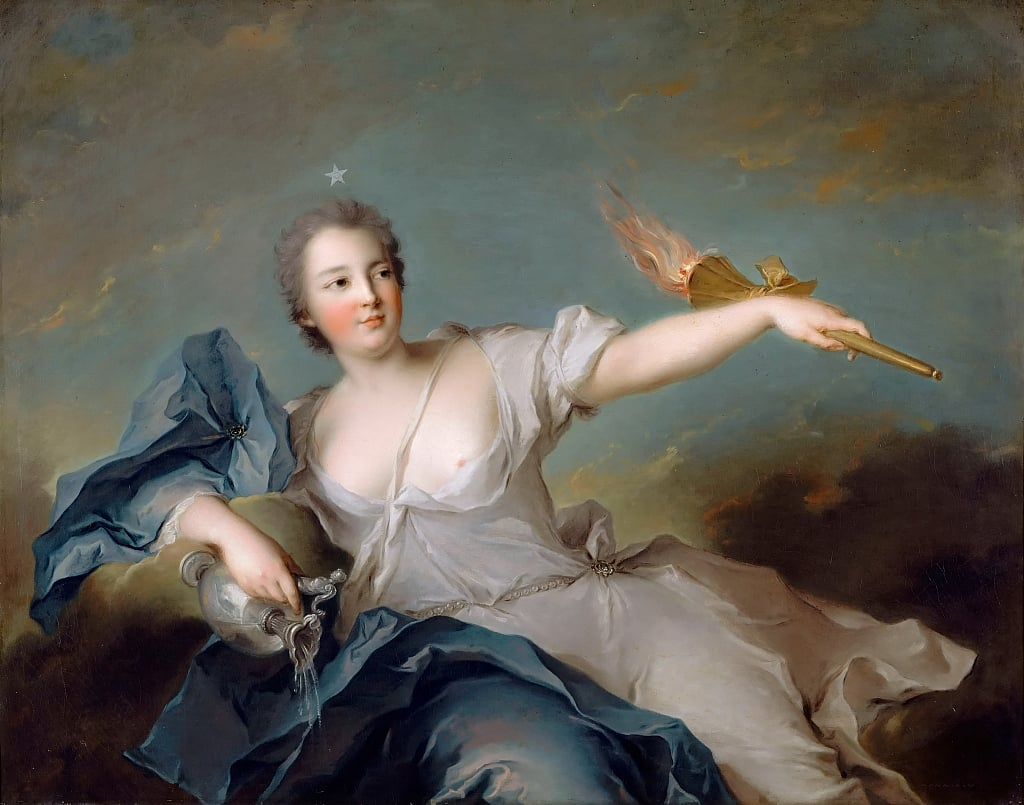
Madame de Châteauroux

La moartea prim-ministrului și a vechiului său tutore în 1743, regele avea 33 de ani. Cunoscuse câțiva ani fericiți alături de regina poloneză care l-a adulat și i-a fost foarte devotată. În fiecare an i s-a născut câte un copil.  Totuși, numărul mare de fete l-a nemulțumit pe rege. Din zece copii, a avut doar doi băieți și numai unul a supraviețuit, Delfinul. În 1734, pentru prima dată, regina s-a plâns tatălui ei de infidelitatea soțului. Regele era îndrăgostit de Madame de Mailly, apoi sora ei mai mică Madame de Ventimiglia și, după moartea acesteia, de o altă soră a lor, Madame de Chateauroux. Regina s-a refugiat în religie și în activitățile de caritate.
În iunie 1744, regele a părăsit Versailles pentru a lua personal comanda armatelor sale în războiul austriac de succesiune. Această mișcare deși a fost o măsură populară, a fost marcată de indiscreția regelui de a o lua cu el pe Madame de Châteauroux. În august, regele a căzut grav bolnav la Metz. Decesul părea iminent și s-au organizat rugăciuni publice în întreaga Franță pentru salvarea regelui.
Sub presiunea facțiunii dévot, Fitz-James, primul capelan al regelui a refuzat să-i acorde lui Ludovic iertarea fără o mărturisire publică a păcatelor lui în care regele a fost văzut ca o persoană imorală, nevrednic de a purta titlul de rege creștin. Trâmbițată în întreaga țară de către cler, mărturisirea regală a pătat prestigiul monarhiei. 

Regele a scăpat de la moarte și după liturghia de mulțumire celebrată la Notre-Dame de Metz, în prezența familiei regale, întreaga țară și-a numit regele cu calificativul "Louis le Bien-Aimé".
Cu toate acestea, Ludovic al XV-lea a resimțit dureros umilința provocată de facțiunii dévot. Întors la Versailles, el l-a demis pe episcopul Fitz-James din funcția sa de capelan, l-a exilat la dioceza sa și a rechemat-o pe Madame de Chateauroux, care a murit înainte de întoarcerea sa oficială ca favorită.

## Madame de Pompadour

Madame de Pompadour

Jeanne-Antoinette Poisson, mai târziu marchiză de Pompadour, care l-a întâlnit pe Ludovic al XV-lea în februarie 1745 la un bal mascat dat în onoarea căsătoriei Delfinului, a fost cea mai faimoasă amantă a lui Ludovic. Era o femeie frumoasă, educată, cultă, inteligentă și sincer atașată de rege însă avea un defect major în ochii celor de la Curte: era nemfomană și iubea foarte tare sexul . Regele pentru a putea să facă sex la Curte cu ea și pentru a deveni doamnă de onoare a reginei, i-a acordat titlul de marchiza de Pompadour.
Publicul a acceptat, în general, metresele lui Ludovic al XIV-lea, care, în afară de Madame de Maintenon, toate au fost alese din cele mai înalte sfere ale aristocrației și au avut o influență foarte mică asupra guvernului. Dar că regele s-a compromis cu un om de rând a fost considerat a fi o rușine profundă. Curând au existat sute de calomnii numite poissonnades (un cuvânt asemănător cu "tocană de pește", un joc de cuvinte pe baza numelui de familie a marchizei, Poisson care înseamnă "pește" în franceză), prin care marchiza era atacată violent.
În ciuda criticilor, marchiza de Pompadour a avut o influență de netăgăduit asupra înfloririi artelor franceze în timpul domniei lui Ludovic al XV-lea, o domnie care este adesea considerată vârf de arhitectură și design interior. Patroană a artelor, marchiza a acumulat o cantitate considerabilă de mobilier și obiecte de artă. Ea a fost responsabilă pentru dezvoltarea extraordinară a fabricii de porțelan Sèvres, care a devenit unul dintre producătorii de porțelan cei mai renumiți din Europa iar comenzile ei au asigurat artiștii și familiile artizanilor pentru mulți ani. Ea a fost, de asemenea, patroana arhitecturii, fiind responsabilă pentru construirea Pieții Ludovic al XV-lea (numită acum Place de la Concorde) și a Școlii Militare din Paris, ambele construite de protejatul ei Ange-Jacques Gabriel.
Marchiza era liberală și-a susținut în mod constant Encyclopedie împotriva atacurilor Bisericii. Ea a fost un susținător al Iluminismului și a încercat să-l influențeze pe rege cu aceste idei noi. A fost criticată pentru luxul pe care l-a expus. Oficial, marchiza stătea la etajul doi al Palatului Versailles într-un apartament mic însă confortabil. Acolo ea a organizat mese pentru rege, cu oaspeți aleși, departe de fastul și eticheta Curții. Regele, care aprecia stilul de viață burghez mai mult decât strămoșul său Ludovic al XIV-lea, descoperea în apartamentul privat al marchizei de Pompadour, situat deasupra propriul său birou și a dormitorului, intimitatea și prezența liniștitoare feminină de care a fost lipsit în timpul copilăriei sale.
Marchiza de Pompadour, care avea o sănătate fragilă, i-a fost doar prietenă după anul 1750. Deși relația lor sexuală s-a sfârșit, ea a rămas confidenta și prietena regelui până la moartea ei. După 1750, regele a avut o serie de povești de dragoste de scurtă durată, ascunzându-și cuceririle temporare într-un mic conac numit Parc-aux-Cerfs, unde cea mai faimoasă ocupantă a fost Marie-Louise O'Murphy. Comportamentul afemeiat al regelui nu era foarte diferit de cea a multor dintre iluștrii săi strămoșii, cum ar fi regii Francisc I, Henric al IV-lea, Ludovic al XIV-lea sau a altor monarhi europeni, cum ar fi Carol al II-lea al Angliei.

## Primele tentative de reforme
Toate aceste povești de dragoste nu l-au îndepărtat pe rege de îndatoririle sale, însă nu avea energia străbunicului său, Ludovic al XIV-lea. El a preferat să ia decizii bazate numai pe sfatul Cardinalului Fleury. În timpul celor șaptesprezece ani ai guvernării lui Fleury, regele a învățat generalitățile politicii guvernamentale, fără specificul de punere în aplicare.
Începând cu moartea lui Fleury din 1743, regele a condus singur, fără un prim-ministru. El a citit de mai multe ori instrucțiunile lui Ludovic al XIV-lea: " Ascultă oamenii, cere sfatul Consiliul, dar decide singur." Deși el a fost, fără îndoială, mai inteligent decât străbunicul său, lui Ludovic al XV-lea îi lipsea încrederea în sine. Corespondența sa politică dezvăluie profunde cunoștințe pentru treburile publice, precum și soliditatea judecății sale. Cu toate acestea, regelui i-a fost de multe ori frică să ia decizii ferme, temându-se că ar putea greși.